# Russische Präsidialverwaltung

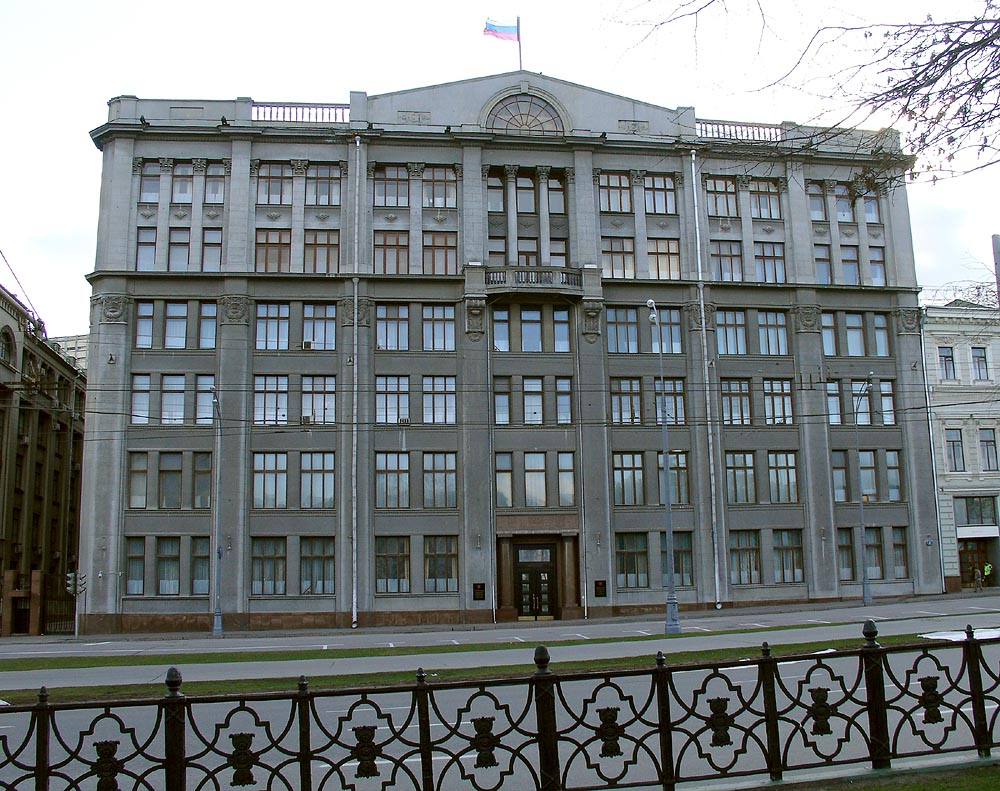
Die Präsidialverwaltung im historischen Viertel Kitai-Gorod in Moskau, 1914 errichtet. Ehemaliger Sitz des ZK der KPdSU

Die russische Präsidialverwaltung (russisch Администра́ция Президе́нта Росси́и/Administrazija Presidenta Rossii) ist eine russische Behörde, die die Amtsausübung des Präsidenten koordiniert. Sie wurde am 19. Juli 1991 mit einem entsprechenden Erlass des damaligen Präsidenten Boris Jelzin eingerichtet.
Die russische Präsidialverwaltung besteht heute aus 18 Abteilungen und beschäftigt 1547 Mitarbeiter (Stand 2012). Jede Abteilung ist für ein oder mehrere bestimmte Aufgabengebiete zuständig. Der Vorsitzende der Präsidialverwaltung wird vom Präsidenten ernannt und ist ihm direkt unterstellt. Von der Gründung der Behörde bis heute wurde ihre innere Struktur, personelle Besetzung und Aufgabenschwerpunkte mehrmals modifiziert, vor allem in den Jahren 1996 und 2004 durch entsprechende Präsidialerlasse.
Zu den Hauptaufgaben der russischen Präsidialverwaltung gehören heute im Wesentlichen:
- Vorbereitung der Gesetzesentwürfe zur Einreichung bei der Duma, außerdem Formulierung und Vorbereitung der Erlasse, Ansprachen, Aufträge und anderer schriftlicher Dokumente;
- Veröffentlichung und Kontrolle der Einhaltung der vom Präsidenten eingereichten Gesetze und der Präsidialerlasse (Ukase);
- Koordination der innen- und außenpolitischen Aktivitäten des Präsidenten;
- Bearbeitung und Weiterleitung der Anliegen und Vorschläge von Bürgern, politischen, gesellschaftlichen oder religiösen Organisationen sowie regionalen Behörden an den Präsidenten.

Der Vorsitzende der Präsidialverwaltung hat gemäß einem Erlass aus dem Jahre 2004 zwei Stellvertreter. Zur Präsidialverwaltung gehören auch der Pressesekretär des Präsidenten, die Präsidentenberater, die bevollmächtigten Stellvertreter des Präsidenten in verschiedenen Staatsbehörden sowie in den Föderationskreisen, ferner der Vertreter der Russischen Föderation im Europäischen Gerichtshof für Menschenrechte.

## Vorsitzende
Der Vorsitzende der russischen Präsidialverwaltung ist seit dem 12. August 2016 Anton Waino. Er ist in seiner Funktion dem amtierenden Präsidenten Putin unterstellt.
Frühere Vorsitzende der Präsidialverwaltung waren unter anderem:
- Sergei Iwanow (2011–2016)
- Sergei Naryschkin (2008–2011)
- Dmitri Medwedew (2003–2005)
- Alexander Woloschin (1999–2003)
- Nikolai Bordjuscha (1998–1999)
- Anatoli Tschubais (1996–1997)

Der amtierende Präsident Putin war von 1997 bis 1998 Vizechef der Präsidialverwaltung unter seinem Vorgänger Boris Jelzin.

## Abteilungen der Präsidialadministration
- Apparat des Sicherheitsrats
- Apparat der Berater des Präsidenten
- Apparat der Bevollmächtigten des Präsidenten in den Föderalregionen
- Sekretariat des Leiters der Administration
- Staatsrechtliche Verwaltung
- Kanzlei
- Kontrollverwaltung
- Referentur
- Sekretariat des Leiters der Präsidialverwaltung
- Verwaltung für Außenpolitik
- Verwaltung für Innenpolitik
- Verwaltung für Kader und Staatsauszeichnungen
- Verwaltung für Fragen des Staatsdienstes
- Verwaltung für Gewährleistung der verfassungsmäßigen Rechte der Bürger
- Informations- und Dokumentationsverwaltung
- Verwaltung für Bearbeitung von Bürgeranfragen
- Pressedienst- und Informationsverwaltung
- Verwaltung für die Protokollorganisation
- Expertenverwaltung
- Verwaltung für internationale und kulturelle Verbindungen mit anderen Staaten

## Leitende Mitarbeiter der Präsidialadministration
Dmitri Medwedew besetzte nach seiner Wahl zum Präsidenten eine ganze Reihe von Schlüsselstellen mit jungen Kräften außerhalb des Silowiki-Zirkels, durch den Vertreter der Geheimdienste und der Armee in den Regierungen von Boris Jelzin und Wladimir Putin zu bedeutenden politischen Positionen kamen.

### Leitung
- Leiter: Anton Waino
- Erste Stellvertreter: Sergei Kirijenko und Alexei Gromow

### Berater des Präsidenten
- Alexander Abramow
- Larisa Brytschewa
- Arkadi Dworkowitsch
- Oleg Markow
- Dschachan Polyjewa
- Sergei Prichodko
- Konstantin Tschuitschenko[2]

### Pressesekretärin des Präsidenten
- Natalja Timakowa

### Leiterin der Protokollabteilung des Präsidenten
- Marina Jentalzewa

### Bevollmächtigte Vertreter des Präsidenten in den Föderalbezirken (kommissarisch)
- Wladimir Bulawin
- Anatoli Kwaschnin
- Pjotr Latyschew
- Grigori Rapota
- Oleg Safonow
- Wladimir Ustinow

### Berater des Präsidenten (kommissarisch)
- Juri Laptew
- Wenjamin Jakowlew
- Michail Surabow
- Leonid Reiman
- Michail Trinoga

### Bevollmächtigte des Präsidenten in den Organen der Staatsmacht
- Alexander Kotenkow
- Alexander Kosopkin
- Michail Krotow